# Bambari
Bambari is de vijfde stad van de Centraal-Afrikaanse Republiek, waarbinnen het in het mid-zuiden gelegen is. De stad ligt op 475 meter hoogte aan de rivier de Ouaka en vormt het bestuurlijk centrum van de prefectuur Ouaka. De stad heeft 41.356 inwoners (volkstelling 2003) en vormt een grote handelsplaats met een grote markt. Bij de stad ligt de luchthaven Bambari. In 1988 telde de stad nog 38.633 inwoners.
In de buurt van Bambari zijn grote voorraden ijzererts aangetroffen, maar doordat de stad ruim 1500 kilometer van de zee is verwijderd en het vervoer een spoorlijn zou vereisen, is het niet waarschijnlijk dat deze voorraden op korte termijn zullen worden gedolven.
In 2014 vielen bij de bestorming van de Sint-Jozefkathedraal door islamitische rebellen zeventien doden.